# Béréziat
Béréziat település Franciaországban, Ain megyében. Lakosainak száma 481 fő (2022. január 1.). Béréziat Boissey, Marsonnas, Saint-Étienne-sur-Reyssouze és Saint-Jean-sur-Reyssouze községekkel határos.

## Népesség
A település népességének változása:
| Lakosok száma | 298  | 282  | 308  | 358  | 470  | 484  | 496  | 486  | 480  | 481  |
|               | 1968 | 1982 | 1990 | 2006 | 2013 | 2015 | 2017 | 2019 | 2020 | 2022 |